# Arrocha
Arrocha es un género musical y danza originario de Bahía, Brasil.
El género surge a partir de la música brega con la variante de incluir un teclado electrónico. Este instrumento permite que las bandas estén compuestas por pocos músicos y es ello lo que lo distingue de otros géneros relacionados. Usualmente están compuestas por un teclista, un saxofonista y un guitarrista. Su origen como género establecido y distintivo se cita en la ciudad de Candeias, a comienzos de los años 2000.

## Historia

### Orígenes
Las primeras bandas de música brega que incluían el teclado electrónico se pueden citar en los años 1970. Entonces se volvió popular que dicha música fuera ejecutada con estas características en discotecas y bares. En esta década se distinguieron Odair José, Reginaldo Rossi, Fernando Mendes y Waldick Soriano, contribuyendo a popularizar el nuevo género musical por los suburbios de Bahía. Pese a ello, no fue hasta finales de los años 1990 que las discográficas comenzaron a editar discos de arrocha, y aun así era conocida simplemente como «brega». El término «arrocha» no surgió hasta el año 2004, en que empezó a ser usado en las radios que pasaban esta música.
Es por ello que existe una gran controversia sobre el momento en el cual se puede considerar que el estilo nació como género distintivo de otros similares. Incluso el origen del propio término brega (en español, cursi) es desconocido. Una hipótesis afirma que proviene de los burdeles de la Región Nordeste de Brasil, ámbito en el cual dicha música era muy escuchada. Así el término derivaría de la calle Manuel de «Nóbrega», en Salvador de Bahía, popularmente conocida por sus prostíbulos. También podría tratarse de un término despectivo, puesto que en el mundo de la moda en Brasil la palabra es usada con ese tono para referirse a personas de mal gusto o con exceso de extravagancia. Todo ello contribuye a darle a este estilo musical un origen incierto.

### Masividad
Pese a su relativa popularidad, los medios de comunicación no le dieron un lugar relevante en su programación, y el nuevo estilo musical pasó desapercibido para el público en general. A finales de los años 1990, las discográficas comenzaron a prestarle atención y pusieron énfasis en la nueva moda como una forma de obtener grandes ganancias con ella. Es por ello que surge el dilema de si la repentina popularidad fue incentivada por los empresarios musicales con el fin de extraer de ella el máximo rédito posible.
Bajo esta nueva realidad, en el año 2000 surge el priumer gran éxito, «Lairton y sus teclados», conocido a partir de su versión del tema «Morango do Nordeste». Con el ingreso de la tecnología digital en el ámbito musical, la simplificación de los sistemas compilación y fabricación de CD hicieron que proliferaran grupos pequeños e independientes. Lo cual fue importante en la popularización de la arrocha. De todas formas, el éxito no ha alcanzado aún a los estratos medios y altos de la sociedad de Brasil, que sigue viendo a esta música como distintiva de la clase más baja.
Algunos nombres ayudaron a difundirlo y hoy son reconocidos a nivel nacional: Julio Nascimento, Tayrone Gypsy, Nara Costta, Free Wings, Pablo, Arrocha Group, Marcio Moreno, Nano Arrocha, Silvanno Salles, Ciel Rodrigues y Tatal Matos. La letra tiene mucho en común con la pegajosa, con la adición de sonidos de teclado y ritmos electrónicos, y el ritmo es un gran éxito.

### Arrochadeira
Arrochadeira es un género de fusión resultante de la mezcla de arrocha y swingueira.
El género surgió a principios de la década de 2010 en el estado de Bahía, teniendo como principales influencias la instrumentación y la percusión electrónica originada a partir del ritmo de Pagodão Beat y la composición con textos de doble sentido de la arrocha, con fuerte evidencia del forró electrónico. El éxito regional acabó por atraer a varios artistas de las pagode baiano, pero la primera canción de repercusión nacional del género fue "Metralhadora", de Banda Vingadora.

## Crítica
La crítica especializada brasileña se muestra hostil frente a la arrocha, así como de la brega en general. Por ejemplo, Marco Antonio Marcondes, en su obra Enciclopedia de música brasileña, escribió: «la música más banal, obvia, directa, sentimental y rutinaria posible, que no puede evitar el uso de clichés en la creatividad musical». Para Lúcia José, la brega contiene estructuras «organizadas y mantenidas sin oposición, provocando en los oyentes una pasteurización en el que todos los arreglos suenan como un silbato» («organizadas e mantidas sem oposição, provocando nos ouvintes uma pasteurização em que todos os arranjos ganham um mesmo assobio»).
Sin embargo, algunos expertos no están de acuerdo con la etiqueta de «cursi» y «de mal gusto» que se ha impuesto sobre este género musical. Para el historiador Paulo Cesar de Araújo, «todas las producciones en las que el público no se identifica con la tradición de la clase media o la modernidad se etiquetan como cursi». El autor Fernando Fontanella complementa al decir que, dentro de un juego de «jerarquías culturales» «Siempre la hermosa imaginería es considerada por las instituciones de la hegemonía dentro de una legitimación de los grupos dominantes», lo que explicaría la relación de «música cursi» o de «mal gusto»" como algo que viene de un proceso de estructuración de las clases que tiende a beneficiar a ciertos grupos en particular.